# András Paróczai
András Paróczai (Jászladány, 11 mei 1956) is een voormalige Hongaarse atleet, die gespecialiseerd was in de middellange afstand en de sprint. 

## Loopbaan
Paróczai won drie medailles op Europese indoorkampioenschappen en bereikte de halve finale op de Olympische Spelen van 1980 in Moskou. Hij werd ook viermaal Hongaars kampioen op de 800 m (1975 en 1978–1980) en tweemaal op de 400 m (1979, 1980).
In zijn actieve tijd was Paróczai aangesloten bij Szolniki MÁV MTE.

## Titels
- Hongaars kampioen 400 m - 1979, 1980
- Hongaars kampioen 800 m - 1975, 1978, 1979, 1980
- Hongaars indoorkampioen 800 m - 1980

## Persoonlijke records
| Afstand         | Tijd    | Datum            | Plaats   |
| --------------- | ------- | ---------------- | -------- |
| 800 m (outdoor) | 1.45,91 | 26 juni 1981     | Oslo     |
| 800 m (indoor)  | 1.47,73 | 22 februari 1981 | Grenoble |

## Resultaten
| Jaar | Toernooi       | Plaats                  | Resultaat |
| ---- | -------------- | ----------------------- | --------- |
| 1979 | EK indoor 1979 | Wenen, Oostenrijk       | 3e        |
| 1980 | EK indoor 1980 | Sindelfingen, Duitsland | 2e        |
| 1981 | EK indoor 1981 | Grenoble, Frankrijk     | 2e        |